# Gora Tihova
Gora Tihova är ett berg i Antarktis. Det ligger i Östantarktis. Australien gör anspråk på området. Toppen på Gora Tihova är 1 299 meter över havet.
Terrängen runt Gora Tihova är huvudsakligen platt, men åt sydväst är den kuperad. Trakten är obefolkad. Det finns inga samhällen i närheten.